# Flos bungo
Flos bungo är en fjärilsart som beskrevs av Evans 1957. Flos bungo ingår i släktet Flos och familjen juvelvingar. Inga underarter finns listade i Catalogue of Life.